# Eleccions presidencials georgianes de 2000
Les eleccions presidencials georgianes de 2000 se celebraren el 9 d'abril de 2000. Foren les terceres eleccions presidencials, en les quals el president de Geòrgia Eduard Xevardnadze s'havia consolidat al poder després de pacificar el país, immers en els conflictes secessionistes d'Ossètia del Sud i Abkhàzia. Xevarnadze tornà a revalidar el seu mandat contra el principal candidat opositor, l'antic dirigent comunista local Dzhumber Patiaixvili. Els observadors de l'OSCE van validar les eleccions, tot i que van admetre alguns problemes, com interferències de les autoritats estatals en el procés electoral, deficient legislació electoral, manca d'una administració electoral representativa i un registre de vots no ajustat a la realitat.

## Resultats
Eleccions presidencials georgianes de 9 d'abril de 2000
| Candidats                    | Vots      | %     |
| ---------------------------- | --------- | ----- |
| Eduard Xevardnadze           | 1.870.311 | 79,82 |
| Djumber Patiaixvili          | 390.486   | 16,66 |
| Kartlos Gharibashvili        | 7.963     | 0,34  |
| Avtandil Goglidze            | 5.942     | 0,35  |
| Vasha Zhgenti                | 3.363     | 0,15  |
| Tengiz Asanidze              | 2.793     | 0,12  |
| Nuls                         | 62.418    | 2,66  |
| Total 75,86% de participació | 2.343.176 | 100.0 |